# Batak mandailing
Le mandailing (ou batak mandailing) est une langue austronésienne parlée en Indonésie, dans le Nord de l'île  de Sumatra. La langue appartient à la branche malayo-polynésienne des langues austronésiennes.

## Classification
Le mandailing, comme les autres langues qualifiées traditionnellement de batak, fait partie des langues sumatra du Nord-Ouest qui sont un des sous-groupes du malayo-polynésien occidental.

## Phonologie

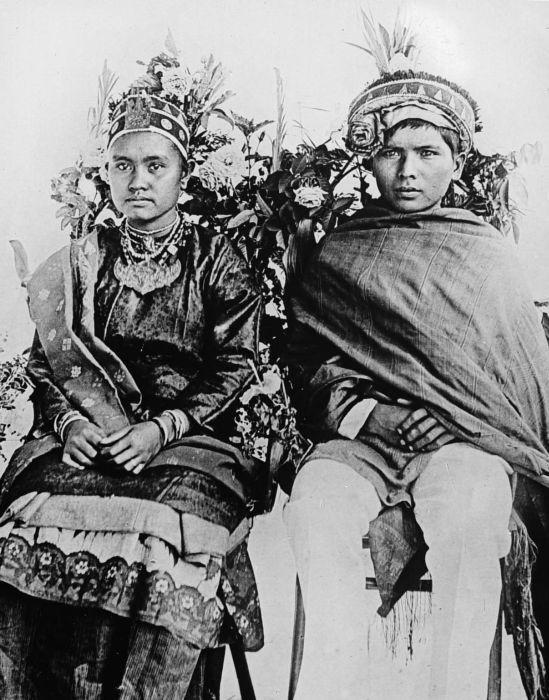
Mariés mandailing à l'époque des Indes néerlandaises

Les tableaux présentent la phonologie du mandailing parlé dans le kabupaten de Tapanuli Selatan.

### Voyelles
|         | Antérieure | Centrale | Postérieure |
| ------- | ---------- | -------- | ----------- |
| Fermée  | i [i]      |          | u [u]       |
| Moyenne | e [e]      |          | o [o]       |
| Ouverte |            | a [a]    |             |

### Consonnes
|              |              | Bilabiales | Alvéolaires | Dorsales | Dorsales | Glottales |
| ------------ | ------------ | ---------- | ----------- | -------- | -------- | --------- |
| Palatales    | Vélaires     | Bilabiales | Alvéolaires |          |          | Glottales |
| Occlusives   | Sourde       | p [p]      | t [t]       |          | k [k]    |           |
| Occlusives   | Sonore       | b [b]      | d [d]       |          | g [g]    |           |
| Fricative    | Fricative    |            | s [s]       |          |          | h [h]     |
| Affriquée    | Sourde       |            |             | c [t͡ʃ]   |          |           |
| Affriquée    | Sonore       |            |             | j [d͡ʒ]   |          |           |
| Nasale       | Nasale       | m [m]      | n [n]       | ny [ɲ]   | ng [ŋ]   |           |
| liquide      | liquide      |            | l [l]       |          |          |           |
| roulée       | roulée       |            | r [r]       |          |          |           |
| Semi-voyelle | Semi-voyelle |            |             | y [j]    |          |           |